# 精靈高中：食屍鬼之魂
《精靈高中：食屍鬼之魂》是一款由想像引擎開發的聚會電子遊戲，THQ 2011年發行於Nintendo DS及Wii平台。遊戲改編自美泰兒的娃娃產品線精靈高中。2014年由在北美市場重新發行。

## 外部連結
- Little Orbit的官方網站